# Storbygården
Storbygården is een plaats in de gemeente Nynäshamn in het landschap Södermanland en de provincie Stockholms län in Zweden. De plaats heeft 65 inwoners (2005) en een oppervlakte van 66 hectare.